# Adjuvant behandling
Adjuvant behandling , eller tilläggsbehandling, är terapi som ges för att motverka återfall av en sjukdom. En sådan är vanlig till exempel efter en operation för bröst- eller tjocktarmscancer, särskilt om cancertumören är aggressivt växande. Om grundbehandlingen är ett kirurgiskt ingrepp, kan en adjuvant behandling vara strålbehandling eller cytostatika.
Syftet med adjuvant behandling är att minska risken för recidiv och eliminera mikrometastasering.